# Superliga ukraińska w piłce siatkowej mężczyzn (2023/2024)
Superliga ukraińska w piłce siatkowej mężczyzn 2023/2024 (oficjalna nazwa: Чемпіонат України з волейболу серед чоловічих команд «Суперліга-Дмарт» сезону 2023/2024 років, Czempionat Ukrajiny z wołejbołu sered czołowiczych komand «Superliha-Dmart» sezonu 2023/2024 rokiw) − 33. sezon mistrzostw Ukrainy w piłce siatkowej zorganizowany przez Profesjonalną Ligę Piłki Siatkowej Ukrainy (PVLU). Zainaugurowany został 20 października 2023 roku i trwał do 21 kwietnia 2024 roku.
W Superlidze w sezonie 2023/2024 uczestniczyło 9 drużyn. Do najwyższej klasy rozgrywkowej dołączyły kluby Burewisnyk-SzWSM Czernihów oraz WSK Bukowyna Czerniowce.
Rozgrywki składały się z fazy zasadniczej, fazy play-off oraz fazy play-out. Ze względu na trwającą inwazję Rosji na Ukrainę wszystkie mecze, z wyjątkiem spotkań o 5. miejsce, rozegrane zostały w Pałacu Sportu "Małeńkyj Paryż" (zwanym również Areną PVLU) w miejscowości Hodyliw w rejonie czerniowieckim. Od stycznia 2024 roku mecze odbywały się z udziałem publiczności.
Po raz drugi, jednocześnie drugi raz z rzędu, mistrzem Ukrainy został Prometej Dnipro, który w finałach fazy play-off pokonał Epicentr-Podolany Horodok. Trzecie miejsce zajął klub Żytyczi-Polissia Żytomierz. Najlepszym zawodnikiem (MVP) sezonu wybrany został Dmytro Teriomenko.
Sponsorem tytularnym rozgrywek był usługodawca Dmart.

## System rozgrywek
Superliga w sezonie 2023/2024 składała się z fazy zasadniczej, fazy play-off oraz fazy play-out.

### Faza zasadnicza
W fazie zasadniczej 9 drużyn rozegrało ze sobą po dwa mecze. Dwa najlepsze zespoły awansowały bezpośrednio do półfinałów fazy play-off, te z miejsc 3-6 grały w ćwierćfinałach fazy play-off, pozostałe natomiast trafiły do fazy play-out.

### Faza play-off
Faza play-off składała się z ćwierćfinałów, półfinałów i finałów.
Ćwierćfinały

Pary ćwierćfinałowe powstały na podstawie miejsc zajętych przez poszczególne drużyny w fazie zasadniczej według klucza: 3-6; 4-5. Rywalizacja toczyła się do dwóch wygranych meczów. Zwycięzcy w parach awansowali do półfinałów, przegrani natomiast grali o 5. miejsce.
Mecze o 5. miejsce

O 5. miejsce grali przegrani w ćwierćfinałowych parach. Rywalizacja toczyła się do trzech zwycięstw.
Półfinały

Pary półfinałowe powstały na podstawie miejsc z fazy zasadniczej, tj. pierwszą parę utworzyła drużyna, która w fazie zasadniczej zajęła najwyższe miejsce spośród drużyn uczestniczących w półfinałach oraz ta, która zajęła najniższe miejsce, drugą parę – dwa pozostałe zespoły. Rywalizacja toczyła się do dwóch wygranych meczów. Zwycięzcy w parach awansowali do finałów fazy play-off, przegrani natomiast grali o 3. miejsce.
Mecze o 3. miejsce

O 3. miejsce grali przegrani w półfinałowych parach. Rywalizacja toczyła się do trzech zwycięstw.
Finały

O mistrzostwo grali zwycięzcy w półfinałowych parach. Rywalizacja toczyła się do trzech zwycięstw.

### Faza play-out
W fazie play-out uczestniczyły drużyny, które w fazie zasadniczej zajęły miejsca 7-9. Rozegrały one między sobą po dwa mecze. Pozycja w tabeli po rozegraniu wszystkich meczów decydowała o ostatecznym miejscu w klasyfikacji końcowej, tj. ta drużyna, która zajęła 1. miejsce w tabeli, zakończyła sezon na 7. miejscu itd.

## Drużyny uczestniczące
W ukraińskiej Superlidze w sezonie 2023/2024 uczestniczyło 9 drużyn. Do najwyższej klasy rozgrywkowej dołączyły dwa kluby: Burewisnyk-SzWSM Czernihów, który zajął 2. miejsce w wyższej lidze oraz WSK Bukowyna Czerniowce. W porównaniu z poprzednim sezonem w rozgrywkach nie uczestniczył młodzieżowy zespół Barkomu.
| Superliga-Dmart 2023/2024                                                             | Superliga-Dmart 2023/2024 |                                |
| ------------------------------------------------------------------------------------- | ------------------------- | ------------------------------ |
| Prometej Dnipro                                                                       | 1                         | el. Ligi Mistrzów • Puchar CEV |
| Epicentr-Podolany Horodok                                                             | 2                         | Puchar CEV                     |
| Jurydyczna akademіja Charków                                                          | 3                         |                                |
| Żytyczi-Polissia Żytomierz                                                            | 4                         | Puchar CEV                     |
| WK MHP-Ładyżyn-SZWSM-Kołos Winnica                                                    | 5                         |                                |
| Policija ochorony-ZUNU-Dynamo Tarnopol                                                | 7                         |                                |
| WK Reszetyliwka-Barkom-Każany                                                         | 8                         |                                |
| Awans z wyższej ligi                                                                  |                           |                                |
| Burewisnyk-SzWSM Czernihów                                                            | 2                         |                                |
| Nowi uczestnicy                                                                       |                           |                                |
| WSK Bukowyna Czerniowce                                                               | —                         |                                |
| Oznaczenia: - kolumna druga – miejsce zajęte przez daną drużynę w poprzednim sezonie. |                           |                                |

## Faza zasadnicza

### Tabela wyników
| Gospodarz \ Gość1                      | PRO | PDL | JUA | ŻYT | WIN | DTA | RES | BUR | BUK |
| -------------------------------------- | --- | --- | --- | --- | --- | --- | --- | --- | --- |
| Prometej Dnipro                        | -   | 3:0 | 3:0 | 3:0 | 3:0 | 3:0 | 3:0 | 3:0 | 3:1 |
| Epicentr-Podolany Horodok              | 0:3 | -   | 3:0 | 2:3 | 3:0 | 3:0 | 3:0 | 3:0 | 3:0 |
| Jurydyczna akademіja Charków           | 0:3 | 0:3 | -   | 0:3 | 3:0 | 3:0 | 3:2 | 3:1 | 2:3 |
| Żytyczi-Polissia Żytomierz             | 2:3 | 3:2 | 3:1 | -   | 3:0 | 3:0 | 3:1 | 3:1 | 3:1 |
| WK MHP-Ładyżyn-SZWSM-Kołos Winnica     | 0:3 | 0:3 | 2:3 | 0:3 | -   | 3:1 | 1:3 | 3:0 | 3:1 |
| Policija ochorony-ZUNU-Dynamo Tarnopol | 0:3 | 1:3 | 1:3 | 0:3 | 3:2 | -   | 3:0 | 3:0 | 3:1 |
| WK Reszetyliwka-Barkom-Każany          | 0:3 | 1:3 | 0:3 | 0:3 | 2:3 | 3:0 | -   | 3:0 | 3:2 |
| Burewisnyk-SzWSM Czernihów             | 1:3 | 0:3 | 2:3 | 0:3 | 1:3 | 0:3 | 0:3 | -   | 3:1 |
| WSK Bukowyna Czerniowce                | 1:3 | 2:3 | 3:2 | 0:3 | 3:1 | 2:3 | 3:1 | 3:2 | -   |

Źródło: 
1 Drużyna gospodarzy jest wymieniona po lewej stronie tabeli.
Kolory:
  zwycięstwo gospodarzy 3:0 lub 3:1
  zwycięstwo gospodarzy 3:2
  zwycięstwo gości 3:0 lub 3:1
  zwycięstwo gości 3:2

### Terminarz i wyniki spotkań
| Data                                                            | Godz. | Gospodarz                              | Rezultat                                | Gość                                   |
| --------------------------------------------------------------- | ----- | -------------------------------------- | --------------------------------------- | -------------------------------------- |
| 1. KOLEJKA                                                      |       |                                        |                                         |                                        |
| 20.10.2023                                                      | 16:00 | Prometej Dnipro                        | 3:0 (25:20, 25:13, 25:23)               | WK Reszetyliwka-Barkom-Każany          |
| 20.10.2023                                                      | 19:00 | WK MHP-Ładyżyn-SZWSM-Kołos Winnica     | 3:1 (25:19, 18:25, 25:19, 30:28)        | WSK Bukowyna Czerniowce                |
| 21.10.2023                                                      | 12:00 | WK Reszetyliwka-Barkom-Każany          | 3:0 (25:17, 25:22, 25:21)               | Burewisnyk-SzWSM Czernihów             |
| 21.10.2023                                                      | 15:00 | WSK Bukowyna Czerniowce                | 3:2 (23:25, 25:22, 17:25, 25:17, 18:16) | Jurydyczna akademіja Charków           |
| 22.10.2023                                                      | 12:00 | Burewisnyk-SzWSM Czernihów             | 1:3 (25:23, 13:25, 14:25, 16:25)        | Prometej Dnipro                        |
| 22.10.2023                                                      | 15:00 | Jurydyczna akademіja Charków           | 3:0 (30:28, 25:23, 25:20)               | WK MHP-Ładyżyn-SZWSM-Kołos Winnica     |
| 10.11.2023                                                      | 19:00 | Epicentr-Podolany Horodok              | 2:3 (19:25, 19:25, 25:19, 25:11, 13:15) | Żytyczi-Polissia Żytomierz             |
| 11.11.2023                                                      | 15:00 | Policija ochorony-ZUNU-Dynamo Tarnopol | 1:3 (26:24, 9:25, 18:25, 12:25)         | Epicentr-Podolany Horodok              |
| 12.11.2023                                                      | 15:00 | Żytyczi-Polissia Żytomierz             | 3:0 (25:14, 25:16, 25:15)               | Policija ochorony-ZUNU-Dynamo Tarnopol |
| 2. KOLEJKA                                                      |       |                                        |                                         |                                        |
| 17.11.2023                                                      | 14:00 | Policija ochorony-ZUNU-Dynamo Tarnopol | 3:2 (17:25, 25:21, 25:22, 35:37, 15:13) | WK MHP-Ładyżyn-SZWSM-Kołos Winnica     |
| 17.11.2023                                                      | 17:00 | Epicentr-Podolany Horodok              | 3:0 (34:32, 25:22, 26:24)               | WSK Bukowyna Czerniowce                |
| 17.11.2023                                                      | 20:00 | Żytyczi-Polissia Żytomierz             | 3:1 (25:20, 25:19, 18:25, 25:14)        | Jurydyczna akademіja Charków           |
| 18.11.2023                                                      | 12:00 | WK MHP-Ładyżyn-SZWSM-Kołos Winnica     | 0:3 (12:25, 13:25, 13:25)               | Prometej Dnipro                        |
| 18.11.2023                                                      | 15:00 | WSK Bukowyna Czerniowce                | 3:1 (25:19, 23:25, 25:17, 29:27)        | WK Reszetyliwka-Barkom-Każany          |
| 18.11.2023                                                      | 18:00 | Jurydyczna akademіja Charków           | 3:1 (21:25, 25:17, 25:21, 25:16)        | Burewisnyk-SzWSM Czernihów             |
| 19.11.2023                                                      | 12:00 | Prometej Dnipro                        | 3:0 (25:17, 25:22, 25:16)               | Policija ochorony-ZUNU-Dynamo Tarnopol |
| 19.11.2023                                                      | 15:00 | WK Reszetyliwka-Barkom-Każany          | 1:3 (22:25, 25:22, 13:25, 25:27)        | Epicentr-Podolany Horodok              |
| 19.11.2023                                                      | 18:00 | Burewisnyk-SzWSM Czernihów             | 0:3 (19:25, 18:25, 20:25)               | Żytyczi-Polissia Żytomierz             |
| 3. KOLEJKA                                                      |       |                                        |                                         |                                        |
| 30.11.2023                                                      | 19:00 | Policija ochorony-ZUNU-Dynamo Tarnopol | 3:1 (25:20, 18:25, 25:22, 25:22)        | WSK Bukowyna Czerniowce                |
| 1.12.2023                                                       | 16:00 | WSK Bukowyna Czerniowce                | 3:2 (21:25, 22:25, 25:19, 25:13, 15:6)  | Burewisnyk-SzWSM Czernihów             |
| 1.12.2023                                                       | 19:00 | WK MHP-Ładyżyn-SZWSM-Kołos Winnica     | 1:3 (15:25, 25:22, 18:25, 17:25)        | WK Reszetyliwka-Barkom-Każany          |
| 2.12.2023                                                       | 12:00 | Burewisnyk-SzWSM Czernihów             | 0:3 (12:25, 20:25, 15:25)               | Policija ochorony-ZUNU-Dynamo Tarnopol |
| 2.12.2023                                                       | 15:00 | WK Reszetyliwka-Barkom-Każany          | 0:3 (19:25, 18:25, 17:25)               | Żytyczi-Polissia Żytomierz             |
| 3.12.2023                                                       | 12:00 | Żytyczi-Polissia Żytomierz             | 3:0 (25:23, 25:17, 26:24)               | WK MHP-Ładyżyn-SZWSM-Kołos Winnica     |
| 3.12.2023                                                       | 15:00 | Epicentr-Podolany Horodok              | 3:0 (26:24, 25:19, 25:16)               | Jurydyczna akademіja Charków           |
| 4.12.2023                                                       | 17:00 | Prometej Dnipro                        | 3:0 (25:21, 25:20, 27:25)               | Epicentr-Podolany Horodok              |
| 7.12.2023                                                       | 19:00 | Jurydyczna akademіja Charków           | 0:3 (16:25, 20:25, 20:25)               | Prometej Dnipro                        |
| 4. KOLEJKA                                                      |       |                                        |                                         |                                        |
| 15.12.2023                                                      | 16:00 | Burewisnyk-SzWSM Czernihów             | 1:3 (25:14, 21:25, 21:25, 15:25)        | WK MHP-Ładyżyn-SZWSM-Kołos Winnica     |
| 15.12.2023                                                      | 19:00 | WK Reszetyliwka-Barkom-Każany          | 0:3 (24:26, 27:29, 18:25)               | Jurydyczna akademіja Charków           |
| 16.12.2023                                                      | 12:00 | WK MHP-Ładyżyn-SZWSM-Kołos Winnica     | 0:3 (18:25, 15:25, 9:25)                | Epicentr-Podolany Horodok              |
| 16.12.2023                                                      | 15:00 | Jurydyczna akademіja Charków           | 3:0 (25:22, 25:15, 25:22)               | Policija ochorony-ZUNU-Dynamo Tarnopol |
| 16.12.2023                                                      | 18:00 | WSK Bukowyna Czerniowce                | 0:3 (16:25, 21:25, 19:25)               | Żytyczi-Polissia Żytomierz             |
| 17.12.2023                                                      | 12:00 | Policija ochorony-ZUNU-Dynamo Tarnopol | 3:0 (25:23, 25:21, 25:18)               | WK Reszetyliwka-Barkom-Każany          |
| 17.12.2023                                                      | 15:00 | Epicentr-Podolany Horodok              | 3:0 (25:11, 25:11, 25:16)               | Burewisnyk-SzWSM Czernihów             |
| 6.01.2024                                                       | 17:00 | Żytyczi-Polissia Żytomierz             | 2:3 (25:22, 23:25, 25:23, 22:25, 12:15) | Prometej Dnipro                        |
| 22.01.2024                                                      | 19:00 | Prometej Dnipro                        | 3:1 (23:25, 25:21, 25:19, 25:16)        | WSK Bukowyna Czerniowce                |
| 5. KOLEJKA                                                      |       |                                        |                                         |                                        |
| 10.11.2023                                                      | 15:00 | Jurydyczna akademіja Charków           | 2:3 (16:25, 25:21, 31:29, 22:25, 10:15) | WSK Bukowyna Czerniowce                |
| 11.11.2023                                                      | 12:00 | WK MHP-Ładyżyn-SZWSM-Kołos Winnica     | 2:3 (19:25, 28:26, 18:25, 25:23, 12:15) | Jurydyczna akademіja Charków           |
| 12.11.2023                                                      | 12:00 | WSK Bukowyna Czerniowce                | 3:1 (22:25, 25:21, 25:16, 25:21)        | WK MHP-Ładyżyn-SZWSM-Kołos Winnica     |
| 12.01.2024                                                      | 19:00 | Żytyczi-Polissia Żytomierz             | 3:2 (25:27, 25:16, 23:25, 25:20, 18:16) | Epicentr-Podolany Horodok              |
| 13.01.2024                                                      | 13:30 | Policija ochorony-ZUNU-Dynamo Tarnopol | 0:3 (21:25, 22:25, 20:25)               | Żytyczi-Polissia Żytomierz             |
| 14.01.2024                                                      | 15:30 | Epicentr-Podolany Horodok              | 3:0 (26:24, 25:23, 25:17)               | Policija ochorony-ZUNU-Dynamo Tarnopol |
| 25.01.2024                                                      | 19:00 | Burewisnyk-SzWSM Czernihów             | 0:3 (23:25, 15:25, 18:25)               | WK Reszetyliwka-Barkom-Każany          |
| 8.02.2024                                                       | 19:00 | Burewisnyk-SzWSM Czernihów             | 0:3 (19:25, 15:25, 13:25)               | Prometej Dnipro                        |
| 22.02.2024                                                      | 19:00 | Prometej Dnipro                        | 3:0 (25:16, 25:12, 25:16)               | WK Reszetyliwka-Barkom-Każany          |
| 6. KOLEJKA                                                      |       |                                        |                                         |                                        |
| 25.01.2024                                                      | 16:00 | Prometej Dnipro                        | 3:0 (25:19, 25:15, 25:19)               | Policija ochorony-ZUNU-Dynamo Tarnopol |
| 26.01.2024                                                      | 14:00 | WK MHP-Ładyżyn-SZWSM-Kołos Winnica     | 0:3 (15:25, 22:25, 12:25)               | Prometej Dnipro                        |
| 26.01.2024                                                      | 17:00 | WSK Bukowyna Czerniowce                | 2:3 (16:25, 20:25, 25:23, 25:23, 13:15) | WK Reszetyliwka-Barkom-Każany          |
| 26.01.2024                                                      | 20:00 | Jurydyczna akademіja Charków           | 3:2 (20:25, 25:21, 17:25, 25:14, 15:9)  | Burewisnyk-SzWSM Czernihów             |
| 27.01.2024                                                      | 12:00 | WK Reszetyliwka-Barkom-Każany          | 0:3 (14:25, 18:25, 17:25)               | Epicentr-Podolany Horodok              |
| 27.01.2024                                                      | 15:00 | Policija ochorony-ZUNU-Dynamo Tarnopol | 1:3 (21:25, 19:25, 25:21, 22:25)        | WK MHP-Ładyżyn-SZWSM-Kołos Winnica     |
| 27.01.2024                                                      | 18:00 | Burewisnyk-SzWSM Czernihów             | 1:3 (14:25, 26:24, 19:25, 13:25)        | Żytyczi-Polissia Żytomierz             |
| 28.01.2024                                                      | 12:00 | Epicentr-Podolany Horodok              | 3:2 (21:25, 25:27, 25:13, 25:20, 15:9)  | WSK Bukowyna Czerniowce                |
| 28.01.2024                                                      | 15:00 | Żytyczi-Polissia Żytomierz             | 3:0 (25:20, 25:23, 25:16)               | Jurydyczna akademіja Charków           |
| 7. KOLEJKA                                                      |       |                                        |                                         |                                        |
| 9.02.2024                                                       | 14:00 | WK Reszetyliwka-Barkom-Każany          | 1:3 (25:22, 25:27, 14:25, 19:25)        | Żytyczi-Polissia Żytomierz             |
| 9.02.2024                                                       | 17:00 | Burewisnyk-SzWSM Czernihów             | 0:3 (23:25, 23:25, 19:25)               | Policija ochorony-ZUNU-Dynamo Tarnopol |
| 9.02.2024                                                       | 20:00 | Prometej Dnipro                        | 3:0 (25:20, 25:23, 25:23)               | Epicentr-Podolany Horodok              |
| 10.02.2024                                                      | 12:00 | Żytyczi-Polissia Żytomierz             | 3:0 (25:13, 25:20, 25:21)               | WK MHP-Ładyżyn-SZWSM-Kołos Winnica     |
| 10.02.2024                                                      | 15:00 | Epicentr-Podolany Horodok              | 3:0 (25:19, 25:20, 25:15)               | Jurydyczna akademіja Charków           |
| 10.02.2024                                                      | 18:00 | Policija ochorony-ZUNU-Dynamo Tarnopol | 3:2 (20:25, 21:25, 25:18, 32:30, 15:11) | WSK Bukowyna Czerniowce                |
| 11.02.2024                                                      | 12:00 | WSK Bukowyna Czerniowce                | 1:3 (30:32, 25:23, 17:25, 22:25)        | Burewisnyk-SzWSM Czernihów             |
| 11.02.2024                                                      | 15:00 | Jurydyczna akademіja Charków           | 0:3 (22:25, 20:25, 17:25)               | Prometej Dnipro                        |
| 11.02.2024                                                      | 18:00 | WK MHP-Ładyżyn-SZWSM-Kołos Winnica     | 3:2 (25:22, 23:25, 22:25, 25:16, 15:10) | WK Reszetyliwka-Barkom-Każany          |
| 8. KOLEJKA                                                      |       |                                        |                                         |                                        |
| 23.02.2024                                                      | 14:00 | WK MHP-Ładyżyn-SZWSM-Kołos Winnica     | 0:3 (22:25, 9:25, 19:25)                | Epicentr-Podolany Horodok              |
| 23.02.2024                                                      | 17:00 | WSK Bukowyna Czerniowce                | 1:3 (25:18, 14:25, 19:25, 22:25)        | Żytyczi-Polissia Żytomierz             |
| 23.02.2024                                                      | 20:00 | Jurydyczna akademіja Charków           | 3:1 (25:16, 18:25, 25:12, 25:20)        | Policija ochorony-ZUNU-Dynamo Tarnopol |
| 24.02.2024                                                      | 12:00 | Epicentr-Podolany Horodok              | 3:0 (25:14, 25:16, 25:15)               | Burewisnyk-SzWSM Czernihów             |
| 24.02.2024                                                      | 15:00 | Żytyczi-Polissia Żytomierz             | 0:3 (22:25, 22:25, 15:25)               | Prometej Dnipro                        |
| 24.02.2024                                                      | 18:00 | Policija ochorony-ZUNU-Dynamo Tarnopol | 0:3 (23:25, 16:25, 20:25)               | WK Reszetyliwka-Barkom-Każany          |
| 26.02.2024                                                      | 12:00 | WK Reszetyliwka-Barkom-Każany          | 2:3 (25:20, 25:18, 22:25, 21:25, 13:15) | Jurydyczna akademіja Charków           |
| 26.02.2024                                                      | 15:00 | Burewisnyk-SzWSM Czernihów             | 0:3 (23:25, 20:25, 19:25)               | WK MHP-Ładyżyn-SZWSM-Kołos Winnica     |
| 26.02.2024                                                      | 18:00 | Prometej Dnipro                        | 3:1 (25:19, 22:25, 25:13, 25:19)        | WSK Bukowyna Czerniowce                |
| Wszystkie godziny według czasu lokalnego (UTC+2/UTC+3). Źródło: |       |                                        |                                         |                                        |

### Tabela
| Lp.                                                                           | Drużyna                                | Mecze | Mecze | Mecze | Pkt | Rodzaj wyniku | Rodzaj wyniku | Rodzaj wyniku | Rodzaj wyniku | Rodzaj wyniku | Rodzaj wyniku | Sety | Sety | Sety  | Małe punkty | Małe punkty | Małe punkty |
| Lp.                                                                           | Drużyna                                | M     | W     | P     | Pkt | 3:0           | 3:1           | 3:2           | 2:3           | 1:3           | 0:3           | wyg. | prz. | stos. | zdob.       | str.        | stos.       |
| ----------------------------------------------------------------------------- | -------------------------------------- | ----- | ----- | ----- | --- | ------------- | ------------- | ------------- | ------------- | ------------- | ------------- | ---- | ---- | ----- | ----------- | ----------- | ----------- |
| 1                                                                             | Prometej Dnipro                        | 16    | 16    | 0     | 47  | 12            | 3             | 1             | 0             | 0             | 0             | 48   | 5    | 9.6   | 1305        | 980         | 1.33        |
| 2                                                                             | Żytyczi-Polissia Żytomierz             | 16    | 14    | 2     | 41  | 8             | 4             | 2             | 1             | 0             | 1             | 44   | 14   | 3.14  | 1362        | 1155        | 1.18        |
| 3                                                                             | Epicentr-Podolany Horodok              | 16    | 12    | 4     | 37  | 9             | 2             | 1             | 2             | 0             | 2             | 40   | 16   | 2.5   | 1333        | 1086        | 1.23        |
| 4                                                                             | Jurydyczna akademіja Charków           | 16    | 8     | 8     | 23  | 3             | 2             | 3             | 2             | 1             | 5             | 29   | 32   | 0.91  | 1317        | 1345        | 0.98        |
| 5                                                                             | Policija ochorony-ZUNU-Dynamo Tarnopol | 16    | 6     | 10    | 16  | 3             | 1             | 2             | 0             | 3             | 7             | 21   | 35   | 0.6   | 1171        | 1304        | 0.9         |
| 6                                                                             | WK Reszetyliwka-Barkom-Każany          | 16    | 5     | 11    | 16  | 3             | 1             | 1             | 2             | 3             | 6             | 22   | 36   | 0.61  | 1227        | 1317        | 0.93        |
| 7                                                                             | WK MHP-Ładyżyn-SZWSM-Kołos Winnica     | 16    | 5     | 11    | 16  | 1             | 3             | 1             | 2             | 2             | 7             | 21   | 38   | 0.55  | 1214        | 1376        | 0.88        |
| 8                                                                             | WSK Bukowyna Czerniowce                | 16    | 5     | 11    | 15  | 0             | 2             | 3             | 3             | 6             | 2             | 27   | 41   | 0.66  | 1477        | 1547        | 0.95        |
| 9                                                                             | Burewisnyk-SzWSM Czernihów             | 16    | 1     | 15    | 5   | 0             | 1             | 0             | 2             | 4             | 9             | 11   | 46   | 0.24  | 1065        | 1361        | 0.78        |
| Legenda: faza play-off – półfinały faza play-off – ćwierćfinały faza play-out |                                        |       |       |       |     |               |               |               |               |               |               |      |      |       |             |             |             |

Źródło: 
Punktacja: 3:0 i 3:1 – 3 pkt; 3:2 – 2 pkt; 2:3 – 1 pkt; 1:3 i 0:3 – 0 pkt
Zasady ustalania kolejności: 1. liczba zwycięstw; 2. liczba punktów; 3. stosunek setów; 4. stosunek małych punktów; 5. bilans w bezpośrednich meczach

## Faza play-off
Wszystkie godziny według czasu lokalnego (UTC+2/UTC+3).

### Drabinka
|  | Ćwierćfinały | Ćwierćfinały                           | Ćwierćfinały | Ćwierćfinały | Ćwierćfinały |  |  | Półfinały | Półfinały                    | Półfinały | Półfinały | Półfinały |  |  | Finał             | Finał                        | Finał | Finał | Finał | Finał | Finał |  |  |  |  |  |
|  |              |                                        |              |              |              |  |  |           |                              |           |           |           |  |  |                   |                              |       |       |       |       |       |  |  |  |  |  |
|  |              |                                        |              |              |              |  |  | 1         | Prometej Dnipro              | 3         | 3         |           |  |  |                   |                              |       |       |       |       |       |  |  |  |  |  |
|  |              |                                        |              |              |              |  |  | 4         | Jurydyczna akademіja Charków | 0         | 0         |           |  |  |                   |                              |       |       |       |       |       |  |  |  |  |  |
|  |              |                                        |              |              |              |  |  |           |                              |           |           |           |  |  |                   |                              |       |       |       |       |       |  |  |  |  |  |
|  | 3            | Epicentr-Podolany Horodok              | 3            | 3            |              |  |  |           |                              |           |           |           |  |  |                   |                              |       |       |       |       |       |  |  |  |  |  |
|  | 6            | WK Reszetyliwka-Barkom-Każany          | 0            | 0            |              |  |  |           |                              |           |           |           |  |  | 1                 | Prometej Dnipro              | 3     | 3     | 2     | 3     |       |  |  |  |  |  |
|  |              |                                        |              |              |              |  |  |           |                              |           |           |           |  |  | 3                 | Epicentr-Podolany Horodok    | 0     | 2     | 3     | 2     |       |  |  |  |  |  |
|  |              |                                        |              |              |              |  |  |           |                              |           |           |           |  |  |                   |                              |       |       |       |       |       |  |  |  |  |  |
|  | 4            | Jurydyczna akademіja Charków           | 3            | 3            |              |  |  |           |                              |           |           |           |  |  |                   |                              |       |       |       |       |       |  |  |  |  |  |
|  | 5            | Policija ochorony-ZUNU-Dynamo Tarnopol | 0            | 0            |              |  |  |           |                              |           |           |           |  |  |                   |                              |       |       |       |       |       |  |  |  |  |  |
|  |              |                                        |              |              |              |  |  |           |                              |           |           |           |  |  | Mecz o 3. miejsce |                              |       |       |       |       |       |  |  |  |  |  |
|  |              |                                        |              |              |              |  |  |           |                              |           |           |           |  |  |                   |                              |       |       |       |       |       |  |  |  |  |  |
|  |              |                                        |              |              |              |  |  | 2         | Żytyczi-Polissia Żytomierz   | 0         | 1         |           |  |  |                   |                              |       |       |       |       |       |  |  |  |  |  |
|  |              |                                        |              |              |              |  |  | 3         | Epicentr-Podolany Horodok    | 3         | 3         |           |  |  | 2                 | Żytyczi-Polissia Żytomierz   | 3     | 3     | 3     |       |       |  |  |  |  |  |
|  |              |                                        |              |              |              |  |  |           |                              |           |           |           |  |  | 4                 | Jurydyczna akademіja Charków | 0     | 1     | 0     |       |       |  |  |  |  |  |

| Mecze o 5. miejsce |                                        |   |   |   |  |  |
|                    |                                        |   |   |   |  |  |
| 5                  | Policija ochorony-ZUNU-Dynamo Tarnopol | 2 | 0 | 0 |  |  |
| 6                  | WK Reszetyliwka-Barkom-Każany          | 3 | 3 | 3 |  |  |

### Ćwierćfinały
Format: do dwóch zwycięstw
| Data                             | Godz.                            | Gospodarz                              | Rezultat                  | Gość                                       |
| -------------------------------- | -------------------------------- | -------------------------------------- | ------------------------- | ------------------------------------------ |
| Epicentr-Podolany Horodok (3)    | Epicentr-Podolany Horodok (3)    | Epicentr-Podolany Horodok (3)          | 2 – 0                     | (6) WK Reszetyliwka-Barkom-Każany          |
| 8.03.2024                        | 16:30                            | WK Reszetyliwka-Barkom-Każany          | 0:3 (16:25, 18:25, 24:26) | Epicentr-Podolany Horodok                  |
| 9.03.2024                        | 12:00                            | Epicentr-Podolany Horodok              | 3:0 (25:17, 25:17, 26:24) | WK Reszetyliwka-Barkom-Każany              |
| Jurydyczna akademіja Charków (4) | Jurydyczna akademіja Charków (4) | Jurydyczna akademіja Charków (4)       | 2 – 0                     | (5) Policija ochorony-ZUNU-Dynamo Tarnopol |
| 8.03.2024                        | 19:30                            | Policija ochorony-ZUNU-Dynamo Tarnopol | 0:3 (17:25, 18:25, 17:25) | Jurydyczna akademіja Charków               |
| 9.03.2024                        | 15:00                            | Jurydyczna akademіja Charków           | 3:0 (25:17, 25:16, 25:14) | Policija ochorony-ZUNU-Dynamo Tarnopol     |

Źródło: 

### Mecze o 5. miejsce
Format: do trzech zwycięstw
Miejsce: Kompleks sportowy "DIUSSZ z ihrowych wydiw sportu", Tarnopol (13.04.2024, 14.04.2024); FSRWK «Kołos», Reszetyliwka (20.04.2024)
| Data                                       | Godz.                                      | Gospodarz                                  | Rezultat                               | Gość                                   | Widzów                            |
| ------------------------------------------ | ------------------------------------------ | ------------------------------------------ | -------------------------------------- | -------------------------------------- | --------------------------------- |
| Policija ochorony-ZUNU-Dynamo Tarnopol (5) | Policija ochorony-ZUNU-Dynamo Tarnopol (5) | Policija ochorony-ZUNU-Dynamo Tarnopol (5) | 3 – 0                                  | (6) WK Reszetyliwka-Barkom-Każany      | (6) WK Reszetyliwka-Barkom-Każany |
| 13.04.2024                                 | 18:00                                      | Policija ochorony-ZUNU-Dynamo Tarnopol     | 2:3 (25:22, 24:26, 19:25, 25:20, 9:15) | WK Reszetyliwka-Barkom-Każany          | 340                               |
| 14.04.2024                                 | 12:00                                      | Policija ochorony-ZUNU-Dynamo Tarnopol     | 0:3 (16:25, 18:25, 17:25)              | WK Reszetyliwka-Barkom-Każany          | 200                               |
| 20.04.2024                                 | 17:00                                      | WK Reszetyliwka-Barkom-Każany              | 3:0 (25:19, 25:23, 25:16)              | Policija ochorony-ZUNU-Dynamo Tarnopol | 350                               |

Źródło: 

### Półfinały
Format: do dwóch zwycięstw
| Data                           | Godz.                          | Gospodarz                      | Rezultat                         | Gość                             |
| ------------------------------ | ------------------------------ | ------------------------------ | -------------------------------- | -------------------------------- |
| Prometej Dnipro (1)            | Prometej Dnipro (1)            | Prometej Dnipro (1)            | 2 – 0                            | (4) Jurydyczna akademіja Charków |
| 28.03.2024                     | 16:30                          | Prometej Dnipro                | 3:0 (25:15, 25:12, 25:18)        | Jurydyczna akademіja Charków     |
| 29.03.2024                     | 16:30                          | Jurydyczna akademіja Charków   | 0:3 (14:25, 16:25, 16:25)        | Prometej Dnipro                  |
| Żytyczi-Polissia Żytomierz (2) | Żytyczi-Polissia Żytomierz (2) | Żytyczi-Polissia Żytomierz (2) | 0 – 2                            | (3) Epicentr-Podolany Horodok    |
| 28.03.2024                     | 19:30                          | Żytyczi-Polissia Żytomierz     | 0:3 (23:25, 23:25, 20:25)        | Epicentr-Podolany Horodok        |
| 29.03.2024                     | 19:30                          | Epicentr-Podolany Horodok      | 3:1 (25:13, 25:13, 22:25, 25:15) | Żytyczi-Polissia Żytomierz       |

Źródło: 

### Mecze o 3. miejsce
Format: do trzech zwycięstw
| Data                           | Godz.                          | Gospodarz                      | Rezultat                         | Gość                             |
| ------------------------------ | ------------------------------ | ------------------------------ | -------------------------------- | -------------------------------- |
| Żytyczi-Polissia Żytomierz (2) | Żytyczi-Polissia Żytomierz (2) | Żytyczi-Polissia Żytomierz (2) | 3 – 0                            | (4) Jurydyczna akademіja Charków |
| 4.04.2024                      | 18:00                          | Jurydyczna akademіja Charków   | 0:3 (18:25, 23:25, 21:25)        | Żytyczi-Polissia Żytomierz       |
| 6.04.2024                      | 14:00                          | Żytyczi-Polissia Żytomierz     | 3:1 (25:19, 25:20, 18:25, 25:20) | Jurydyczna akademіja Charków     |
| 11.04.2024                     | 19:00                          | Jurydyczna akademіja Charków   | 0:3 (17:25, 18:25, 24:26)        | Żytyczi-Polissia Żytomierz       |

Źródło: 

### Finały
Format: do trzech zwycięstw
| Data                | Godz.               | Gospodarz                 | Rezultat                                | Gość                          |
| ------------------- | ------------------- | ------------------------- | --------------------------------------- | ----------------------------- |
| Prometej Dnipro (1) | Prometej Dnipro (1) | Prometej Dnipro (1)       | 3 – 1                                   | (3) Epicentr-Podolany Horodok |
| 5.04.2024           | 18:00               | Prometej Dnipro           | 3:0 (25:20, 25:18, 25:19)               | Epicentr-Podolany Horodok     |
| 7.04.2024           | 14:00               | Epicentr-Podolany Horodok | 2:3 (19:25, 22:25, 25:21, 25:22, 12:15) | Prometej Dnipro               |
| 12.04.2024          | 19:00               | Prometej Dnipro           | 2:3 (16:25, 25:22, 25:19, 23:25, 12:15) | Epicentr-Podolany Horodok     |
| 14.04.2024          | 16:00               | Prometej Dnipro           | 3:2 (27:25, 25:27, 22:25, 25:15, 15:11) | Epicentr-Podolany Horodok     |

Źródło: 

## Faza play-out

### Tabela wyników
| Gospodarz \ Gość1                  | WIN | BUK | BUR |
| ---------------------------------- | --- | --- | --- |
| WK MHP-Ładyżyn-SZWSM-Kołos Winnica | -   | 0:3 | 1:3 |
| WSK Bukowyna Czerniowce            | 2:3 | -   | 3:0 |
| Burewisnyk-SzWSM Czernihów         | 3:0 | 1:3 | -   |

Źródło: 
1 Drużyna gospodarzy jest wymieniona po lewej stronie tabeli.
Kolory:
  zwycięstwo gospodarzy 3:0 lub 3:1
  zwycięstwo gospodarzy 3:2
  zwycięstwo gości 3:0 lub 3:1
  zwycięstwo gości 3:2

### Terminarz i wyniki spotkań
| Data                                                            | Godz. | Gospodarz                          | Rezultat                                | Gość                               |
| --------------------------------------------------------------- | ----- | ---------------------------------- | --------------------------------------- | ---------------------------------- |
| I RUNDA                                                         |       |                                    |                                         |                                    |
| 5.03.2024                                                       | 19:00 | WK MHP-Ładyżyn-SZWSM-Kołos Winnica | 0:3 (20:25, 15:25, 23:25)               | WSK Bukowyna Czerniowce            |
| 6.03.2024                                                       | 19:00 | Burewisnyk-SzWSM Czernihów         | 3:0 (25:22, 26:24, 25:20)               | WK MHP-Ładyżyn-SZWSM-Kołos Winnica |
| 7.03.2024                                                       | 19:00 | Burewisnyk-SzWSM Czernihów         | 1:3 (23:25, 25:20, 25:27, 20:25)        | WSK Bukowyna Czerniowce            |
| II RUNDA                                                        |       |                                    |                                         |                                    |
| 19.04.2024                                                      | 19:00 | WSK Bukowyna Czerniowce            | 3:0 (25:16, 25:22, 25:19)               | Burewisnyk-SzWSM Czernihów         |
| 20.04.2024                                                      | 12:00 | Burewisnyk-SzWSM Czernihów         | 3:1 (20:25, 25:17, 25:19, 25:18)        | WK MHP-Ładyżyn-SZWSM-Kołos Winnica |
| 21.04.2024                                                      | 12:00 | WSK Bukowyna Czerniowce            | 2:3 (25:22, 22:25, 25:27, 25:21, 20:22) | WK MHP-Ładyżyn-SZWSM-Kołos Winnica |
| Wszystkie godziny według czasu lokalnego (UTC+2/UTC+3). Źródło: |       |                                    |                                         |                                    |

### Tabela
| Lp. | Drużyna                            | Mecze | Mecze | Mecze | Pkt | Rodzaj wyniku | Rodzaj wyniku | Rodzaj wyniku | Rodzaj wyniku | Rodzaj wyniku | Rodzaj wyniku | Sety | Sety | Sety  | Małe punkty | Małe punkty | Małe punkty |
| Lp. | Drużyna                            | M     | W     | P     | Pkt | 3:0           | 3:1           | 3:2           | 2:3           | 1:3           | 0:3           | wyg. | prz. | stos. | zdob.       | str.        | stos.       |
| --- | ---------------------------------- | ----- | ----- | ----- | --- | ------------- | ------------- | ------------- | ------------- | ------------- | ------------- | ---- | ---- | ----- | ----------- | ----------- | ----------- |
| 1   | WSK Bukowyna Czerniowce            | 4     | 3     | 1     | 10  | 2             | 1             | 0             | 1             | 0             | 0             | 11   | 4    | 2.75  | 364         | 325         | 1.12        |
| 2   | Burewisnyk-SzWSM Czernihów         | 3     | 1     | 2     | 3   | 1             | 0             | 0             | 0             | 1             | 1             | 4    | 6    | 0.67  | 321         | 317         | 1.01        |
| 3   | WK MHP-Ładyżyn-SZWSM-Kołos Winnica | 4     | 1     | 3     | 2   | 0             | 0             | 1             | 0             | 1             | 2             | 4    | 11   | 0.36  | 320         | 363         | 0.88        |

Źródło: 
Punktacja: 3:0 i 3:1 – 3 pkt; 3:2 – 2 pkt; 2:3 – 1 pkt; 1:3 i 0:3 – 0 pkt
Zasady ustalania kolejności: 1. liczba zwycięstw; 2. liczba punktów; 3. stosunek setów; 4. stosunek małych punktów; 5. bilans w bezpośrednich meczach

## Klasyfikacja końcowa
| Poz. | Drużyna                                |
| ---- | -------------------------------------- |
| 1.   | Prometej Dnipro                        |
| 2.   | Epicentr-Podolany Horodok              |
| 3.   | Żytyczi-Polissia Żytomierz             |
| 4.   | Jurydyczna akademіja Charków           |
| 5.   | WK Reszetyliwka-Barkom-Każany          |
| 6.   | Policija ochorony-ZUNU-Dynamo Tarnopol |
| 7.   | WSK Bukowyna Czerniowce                |
| 8.   | Burewisnyk-SzWSM Czernihów             |
| 9.   | WK MHP-Ładyżyn-SZWSM-Kołos Winnica     |